# Tortoirac
Tortoirac (en francès Tourtoirac) és un municipi francès situat al departament de la Dordonya i a la regió de la Nova Aquitània.

## Demografia
| 1962                                       | 1968 | 1975 | 1982 | 1990 | 1999 | 2007 |
| ------------------------------------------ | ---- | ---- | ---- | ---- | ---- | ---- |
| 798                                        | 849  | 754  | 756  | 654  | 611  | 633  |
| Des de 1962: població sense dobles comptes |      |      |      |      |      |      |

## Administració
| Període | Identitat        | Partit |
| ------- | ---------------- | ------ |
| 1995-   | Dominique Durand | UMP    |

## Personatges il·lustres
Al municipi va morir Antoine de Tounens, rei d'Araucània i Patagònia Oreli Antoni I.